# Соколов, Михаил Андрианович
Михаил Андрианович Соколов (20 декабря 1919 года, Саратов — 11 июля 2011 года, Санкт-Петербург) — командир бронекатера, участник Великой Отечественной войны, Герой Советского Союза.

## Биография
Родился 20 декабря 1919 года в городе Саратов. Окончил Астраханский речной техникум. Работал в судоремонтных мастерских в городе Астрахань, затем в мастерских ЭПРОН в Мурманске. В Военно-Морском Флоте с 1939 года. Окончил Каспийское высшее военно-морское училище в 1942 г. в Баку.
Участник Великой Отечественной войны. Служил в Каспийской военной флотилии на кораблях, которые обеспечивали противовоздушную и противоминную оборону Астраханского рейда. Весной 1943 г. часть бронекатеров Каспийской флотилии была перебазирована по железной дороге в состав Азовской военной флотилии Черноморского флота. С этого времени сражался на Азовском и Чёрном морях. Освобождал Таганрог, Жданов, Осипенко, Керчь и Севастополь. Член КПСС с 1944 года.
Указом Президиума Верховного Совета СССР «О присвоении звания Героя Советского Союза офицерскому, старшинскому и рядовому составу Военно-Морского флота» от 22 января 1944 года за «форсирование Керченского пролива, высадку десантных войск и переброску техники на Керченский полуостров и проявленные при этом отвагу и геройство» удостоен звания Героя Советского Союза с вручением ордена Ленина и медали «Золотая Звезда».
Участник парада Победы в Москве 24 июня 1945 года.
После войны восемь лет служил начальником штаба бригады бронекатеров Дунайской военной флотилии, а с 1953 г. перешёл в Военно-морскую академию, а затем ещё четыре года был начальником штаба, комбригом охраны водного района (ОВРа) в Кронштадте. В 1956 г. окончил Военно-морскую академию. С 1960 по 1962 гг. был начальником оперативного отдела штаба Ленинградской военно-морской базы, а последующие пять лет возглавлял штаб дивизии ОВРа Северного флота.
С 1966 по 1967 гг. преподавал в Военно-морской академии, после чего в качестве военного советника был направлен в Сирию
После возвращения из загранкомандировки весной 1970 г. приказом министра обороны СССР был направлен в Северо-Западное речное пароходство на должность старшего капитана-наставника по военно-морской подготовке. В 1975 г., будучи капитаном 1 ранга в запасе, он ещё пять лет возглавлял 114-й отряд военизированной охраны СЗРП, а последние десять лет — вплоть до ухода на пенсию в марте 1990 г., снова работал капитаном-наставником.
Жил в Санкт-Петербурге. Умер 11 июля 2011 года. Похоронен на Стрельнинском кладбище Петродворцового района Санкт-Петербурга.

## Награды
- Медаль «Золотая Звезда»;
- орден Ленина;
- орден Красного Знамени;
- орден Александра Невского;
- два ордена Отечественной войны 1-й степени;
- два ордена Красной Звезды;
- медали.

## Память
- Улица в Саратове[3].